# ۱۳۳۱ (قمری)
۱۳۳۱ (قمری)، هزار و سیصد و سی و یکمین سال در گاهشماری هجری قمری است. اول محرم این سال برابر با یازدهم دسامبر سال ۱۹۱۲ میلادی است.